# Gollimarkt
Der Gollimarkt ist ein traditioneller Jahrmarkt, der am 16. Oktober (Gedenktag des heiligen Gallus) in Mals, dem Hauptort der Vinschger Marktgemeinde Mals stattfindet. Der Gollimarkt wurde zusammen mit dem Georgimarkt 1642 anlässlich der Erhebung des Ortes zur Marktgemeinde durch Erzherzogin Claudia de’ Medici eingerichtet.
Der Markt drohte in den 1990er Jahren zu verschwinden, wurde in den letzten Jahren durch die Ausweitung der gehandelten Waren auf landwirtschaftliche Produkte aus der gesamten Region um das Dreiländereck Vinschgau-Engadin-Landeck wieder belebt.

## Brauchtum
Ab Golli haben einem alten Brauch zufolge Privatpersonen das Recht, in den abgeernteten Obstplantagen Nachlese zu halten.